# Faucon
Faucon település Franciaországban, Vaucluse megyében. Lakosainak száma 454 fő (2022. január 1.). Faucon Mérindol-les-Oliviers, Mollans-sur-Ouvèze, Entrechaux, Puyméras és Saint-Romain-en-Viennois községekkel határos.

## Népesség
A település népességének változása:
| Lakosok száma | 425  | 431  | 439  | 433  | 437  | 450  | 449  | 452  | 454  |
|               | 2013 | 2015 | 2016 | 2017 | 2018 | 2019 | 2020 | 2021 | 2022 |